# ستيف كوين
ستيف كوين (بالإنجليزية: Steve Quinn)‏ هو لاعب كرة قدم أمريكية أمريكي، ولد في 11 فبراير 1946 في بيتسبرغ في الولايات المتحدة.

## وصلات خارجية
- ستيف كوين على موقع مرجع كرة القدم المحترفة.كوم (الإنجليزية)